# Wise (Virginia)
Wise település az Amerikai Egyesült Államok Virginia államában, Wise megyében, melynek megyeszékhelye is. Lakosainak száma 2971 fő (2020. április 1.).

## Népesség
A település népességének változása:

| 2010 | 3 286 |
| 2020 | 2 971 |